# 卡萬布瓦
9°47′S 29°05′E / 9.783°S 29.083°E

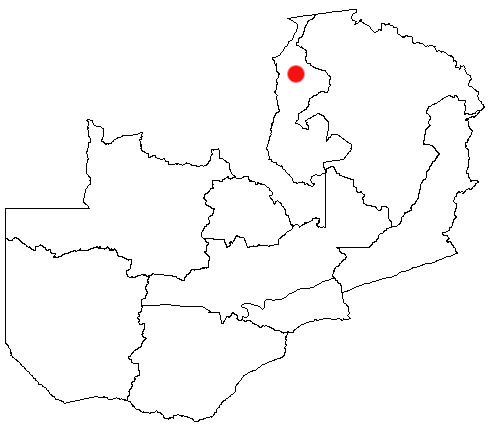

卡萬布瓦（英語：Kawambwa），是贊比亞的城鎮，位於該國北部，由盧阿普拉省負責管轄，是卡萬布瓦縣的首府，海拔高度1,300米，主要農作物有玉米、木薯、辣椒、蔬菜、大豆和菇類，2010年人口9,415。